# Jan Karol Chodkiewicz
Jan Karol Chodkiewicz (ca. 1560 – Chotyn, 24 september 1621) (Wit-Russisch: Ян Караль Хадкевіч, Jan Karal Chadkevitsj, Litouws: Jonas Karolis Chodkevičius) was een militaire aanvoerder in het leger van de Pools-Litouwse Gemenebest.

## Biografie
Jan Karol Chodkiewicz werd geboren als zoon van Jan Hieronimowicz Chodkiewicz, grootmaarschalk van Litouwen, en Krystyna Zborowska. Hij studeerde vanaf 1573 aan de Jezuïtische universiteit van Vilnius. Tussen 1586 en 1589 studeerde hij ook aan de Universiteit van Ingolstadt. Na zijn terugkeer ging hij dienen in het leger. In 1600 werd hij benoemd tot Hetman. In het jaar daarop vocht hij tegen de Zweden in de Slag bij Koknese. Zijn grootste overwinning tegen de Zweden behaalde hij bij Salaspils. Voor deze overwinning ontving hij felicitaties van paus Paulus V, maar ook van de Ottomaanse sultan en de sjah van Perzië.
Toen de oorlog met Rusland uitbrak werd Chodkiewicz belast met een militaire campagne om Moskou in te nemen. Toen hij hier niet in slaagde raakte hij bij koning Sigismund III van Polen. Kort na het beëindigen van de oorlog met Rusland brak er een met het Ottomaanse Rijk uit. Een groot deel van het Pools-Litouws leger werd bij Cocora verslagen. Hierop marcheerde Chodkiewicz met zijn leger naar het zuiden en sloeg het beleg op voor Chotyn. Tijdens de slag die hier gevochten werd stierf Jan Karol Chodkiewicz. Hij is begraven in Ostrog.